# 麥基岩
76°36′S 146°22′W / 76.600°S 146.367°W
麥基岩（英語：Mackey Rock）是南極洲的岩石，位於瑪麗伯德地，處於蘇茲貝格灣東部，美國地質調查局根據測量和美國海軍拍攝的空中照片繪入地圖，現時由南極條約體系管理。